# Boris Kraigher
Boris Kraigher (14. února 1914, Gradišče – 4. ledna 1967, Sremska Mitrovica) byl jugoslávský politik slovinského původu a národní hrdina Jugoslávie.

## Životopis
Kraigher se narodil v únoru 1914 ve vesnici Gradišče nedaleko Mariboru. Po první světové válce se rodina přestěhovala do Lublaně, kde se jeho otec stal ředitelem nemocnice. Na gymnáziu se Kraigher nejprve aktivně věnoval sportu, poté se zapojil do politického dění.
V počátcích královské diktatury šestého ledna (1929) Kraighera i jeho bratry ovlivnily názory gymnaziálních profesoru, a tak se stali stoupenci ilegální Komunistické strany Jugoslávie. Policejní perzekuce bývalých spolužáků Tone Tomšiče či Borise Ziherla měla za následek Kraigherovo přimknutí ke komunistům. V roce 1932 začal studovat Technickou fakultu Univerzity v Lublani. V té době také vstoupil do levicového klubu "Triglav" a zapojil se do studentského hnutí. Podílel se na demonstracích proti královské diktatuře. Po prvním zatčení Borise Kidriče v květnu 1934 vstoupil Kraigher do komunistické strany. V listopadu 1934 byl kvůli své politické činnosti zatčen a odsouzen k trestu odnětí svobody v délce dvou a půl roku. Trest vykonal ve vězení ve Sremské Mitrovici. V květnu 1937 se vrátil do Lublaně a pokračoval nejen ve studiích, ale i v politické činnosti.
V období let 1937 až 1940 byl tajemníkem komise mládeže ústředního výboru Komunistické strany Slovinska. Tato komise se na konci roku 1938 přetransformovala do slovinského oblastního výboru Svazu komunistické mládeže Jugoslávie (SKOJ). Byl také členem komise mládeže ústředního výboru Komunistické strany Jugoslávie. V letech 1938 až 1940 byl členem lublaňského okresního výboru strany. V únoru 1939 se vyhnul zatčení a internaci a z ilegality se věnoval stranické práci. V červnu 1940 byl zvolen do ústředního výboru Komunistické strany Slovinska.
27. března 1941 byl zatčen, po útoku na Jugoslávii – 6. dubna 1941 – byl propuštěn. Po okupaci působil opět v ilegalitě a vykonával funkci tajemníka lublaňského okresního výboru. Po zatčení Tomšiče v prosinci 1941 převzal Kraigher funkci organizačního tajemníka ÚV Komunistické strany Slovinska.
Když v únoru 1942 obehnali okupanti Lublaň ostnatým drátem, ústřední výbor slovinských komunistů i vrchní výbor Osvobozenecké fronty ustavily svá vedení v čele s Kraigherem a skrze něj pak udržovali spojení s partyzánským hnutím ve zbytku Slovinska. V květnu 1942 byl Kraigher kooptován do politbyra ÚV Komunistické strany Slovinska. Zanedlouho provedli Italové razii, jež měla za následek Kraigherovo zatčení. Následně byl internován v táboře Gonars, odkud však v srpnu 1942 utekl vykopaným příkopem. Ihned se zapojuje do partyzánského hnutí. V říjnu 1943 byl členem pléna Osvobozenecké fronty, Slovinského národního osvobozeneckého výboru (SNOO) a AVNOJe.
Od 17. června 1946 byl ministrem vnitra Lidové republiky Slovinsko. V roce 1948 byl zvolen členem ÚV Komunistické strany Jugoslávie. Od ledna 1953 byl členem slovinské vlády (výkonného výboru) a od 15. prosince 1953 byl předsedou slovinské vlády, členem svazové vlády a člen svazového výboru pro společenský plán. Od roku 1962 měl na starost jugoslávskou hospodářskou reformu. Byl opětovně volen do republikového i federálního parlamentu a zastával vysoké funkce na úrovni republiky i federace.
Zahynul tragicky při dopravní nehodě 4. ledna 1967 nedaleko Sremské Mitrovice v Srbsku.
Byl nositelem Partyzánské pamětní medaile 1941, Řádu národního osvobození, Řádu partyzánské hvězdy a od 5. září 1953 byl nositelem Řádu národního hrdiny Jugoslávie.
Jeho bratrancem byl Sergej Kraigher.